# 藤原高扶
藤原 高扶（ふじわら の たかすけ）は平安時代初期の貴族。藤原南家、伊賀守・藤原弟河の子。官位は従五位上・陸奥守。
曾孫に当たる為憲が工藤大夫を号して工藤氏の祖となり、子孫は工藤氏、伊東氏、伊藤氏、吉川氏、鮫島氏、二階堂氏、相良氏などに分かれた。

## 経歴
仁明朝初頭の天長10年（833年）従五位下に叙爵し、承和4年（837年）従五位上に昇叙された。また時期は明らかでないが、陸奥守や右衛門権佐を務めたという。

## 官歴
注記のないものは『続日本後紀』による。
- 時期不詳：正六位上
- 天長10年（833年）11月18日：従五位下
- 承和4年（837年）2月13日：従五位上
- 時期不詳：陸奥守。右衛門権佐[2]または右衛門佐[3]。

## 系譜
『尊卑分脈』による。
- 父：藤原弟河
- 母：藤原真友の娘
- 妻：坂上関守の娘
  - 男子：藤原有年
  - 男子：藤原清夏（藤原為憲の祖父）
  - 男子：藤原有蔭（824-885）
- 生母不明の子女
  - 男子：藤原清景